# Juan Latino (Latinist)
Juan Latino (* 1518 in Baena als Juan de Sessa; † 1596 in Granada) war ein spanischer Latinist an der Universität von Granada. Er war der erste Schwarze der Neuzeit mit literarischem Erfolg in lateinischer Sprache.

## Leben
Als Sohn schwarzer Sklaven kam Juan Latino nach Granada und wurde zusammen mit dem Sohn seines Herren und Gonzalo Fernández de Córdoba y Aguilar erzogen. Er stach besonders in den klassischen Sprachen und im Musikunterricht hervor. Daraufhin studierte er an der Universität von Granada und machte 1545 im Alter von 28 Jahren seinen Abschluss als Bachiller.
Latino wurde freigelassen und erhielt 1546 in Granada den Lehrstuhl für Grammatik und Latein am Studienseminar des Erzbischofs Pedro Guerrero, der auch sein Förderer war. Zwischen 1547 und 1548 heiratete er eine seiner Studentinnen, Ana Carleval. Die Heirat eines freigelassenen schwarzen Sklaven mit einer weißen Frau der Oberschicht war damals äußerst ungewöhnlich und wäre ohne die Unterstützung seines ehemaligen Herren wohl kaum möglich gewesen. Nach Erreichen des Lizenziats im Jahr 1556 übernahm er den freigewordenen Lehrstuhl für Grammatik an der Kathedralschule in Granada. Seine Lehrveranstaltungen führte er in Räumlichkeiten durch, die der Universität Granada gehörten. 1565 wurde ihm dort die Ehre zuteil, die – nicht erhaltene – Festrede zur Eröffnung des akademischen Jahres zu halten.

## Werke
Latino gab zwischen 1573 und 1585 drei Gedichtbände heraus. Mit seinem umfangreichen Gedicht Austrias Carmen verherrlichte er Juan de Austria nach dessen Siegen über den Moriskenaufstand von Alpujarras (1570) und über die osmanische Flotte in der Seeschlacht von Lepanto (7. Oktober 1571). Die Veröffentlichung wurde am 30. Oktober 1572 genehmigt und erfolgte 1573 in Granada. Das Werk umfasst 1837 Hexameter. Es enthält militante katholische Propaganda gegen die Muslime, doch Juan Latino würdigt auch die Leistung der türkischen Flotte und ihres Oberbefehlshabers Ali Pascha bei Lepanto.

## Ausgaben und Übersetzungen
- Juan Latino: Austrias Carmen. In: Elizabeth R. Wright, Sarah Spence, Andrew Lemons (Hrsg.): The Battle of Lepanto (= The I Tatti Renaissance Library, Band 61). Harvard University Press, Cambridge (Massachusetts) 2014, ISBN 978-0-674-72542-3, S. 288–405 (lateinischer Text und englische Übersetzung)

## Anmeldungen
1. ↑  Henry Louis Gates, Jr.: The Signifying Monkey. Oxford University Press, Oxford 1988, S. 90.

| Personendaten    | Personendaten                       |
| ---------------- | ----------------------------------- |
| NAME             | Latino, Juan                        |
| ALTERNATIVNAMEN  | Sessa, Juan de (Geburtsname)        |
| KURZBESCHREIBUNG | spanischer Lateinlehrer und Dichter |
| GEBURTSDATUM     | 1518                                |
| GEBURTSORT       | Baena                               |
| STERBEDATUM      | 1596                                |
| STERBEORT        | Granada                             |